# Łafort Arena
Łafort Arena (ukr. Лафорт Арена) – stadion piłkarski w Dobromilu na Ukrainie. Do lipca 2010 stadion nazywał się Kniaża Arena (ukr. «Княжа Арена»).
Stadion w Dobromilu został zbudowany 3 września 2007 zgodnie wymóg standardów UEFA i FIFA. Nowy stadion może pomieścić 3 220 widzów. Domowa arena klubu FK Lwów.